# Мехмет Акиф Ерсој
Мехмет Акиф Ерсој (тур. Mehmet Âkif Ersoy, алб. Меhmet Aqif Ersoj; Истанбул, 20. децембар 1873 — Истанбул, 27. децембар 1936) је био турски писац албанског порекла, најпознатији по ауторству турске химне, Марша независности.